# Egawa Shigemitsu
Egawa Shigemitsu (sinh ngày 31 tháng 1 năm 1966) là một cầu thủ bóng đá người Nhật Bản.

## Giải vô địch bóng đá trong nhà thế giới 1989
Egawa Shigemitsu được triệu tập vào đội tuyển Nhật Bản tham dự Giải vô địch bóng đá trong nhà thế giới 1989.